# Référendum liechtensteinois de 1970
Un double référendum a lieu au Liechtenstein le 1er mars 1970. 

## Contenu
Le référendum porte sur la proposition d'origine populaire de modification du code des impôts pour augmenter la part redistribuée aux communes. Les électeurs ont dans le même temps à se prononcer sur un contre-projet du parlement.

## Contexte
Il s'agit d'une initiative populaire proposant de modifier l'article 128bis du code des impôts afin de tripler le coefficient de partage.
Le seuil de 600 inscrits ayant été atteint, l'initiative est envoyé devant le Landtag dans le cadre de l'article 64.2 de la constitution. Le parlement la rejette le 22 décembre 1969, entraînant sa mise en votation, et propose dans le cadre du même article une contre proposition impliquant un doublement du coefficient.

## Résultats
| Question             | Pour  | Pour  | Contre | Contre | Invalide/ blanc | Invalide/ blanc | Votes valides | Invalide/ blanc | Total | Inscrits | Partici- pation |
| Question             | Votes | %     | Votes  | %      | Votes           | %               | Votes valides | Invalide/ blanc | Total | Inscrits | Partici- pation |
| -------------------- | ----- | ----- | ------ | ------ | --------------- | --------------- | ------------- | --------------- | ----- | -------- | --------------- |
| Initiative populaire | 2 181 | 66,17 | 1 045  | 31,71  | 70              | 2,12            | 3 296         | 122             | 3 418 | 4 312    | 79,27           |
| Contre proposition   | 974   | 29,55 | 1 956  | 59,34  | 366             | 11,11           | 3 296         | 122             | 3 418 | 4 312    | 79,27           |